# Brautgabe
Die Brautgabe (arabisch المهر, DMG al-mahr) ist noch heute im Orient üblich und keinesfalls mit einem Brautpreis gleichzusetzen, mit dem die Frau „erkauft“ wird, oder mit der Morgengabe (Zuwendung von Geld oder Gütern des Bräutigams an die Braut). Die Brautgabe wird der Braut entgolten, nicht ihrem Vater. In den meisten Fällen ist eine Brautgabe materieller Art, sie kann aber auch einen ideellen Wert besitzen. Die Brautgabe dient zur Vorbeugung gegen eine „voreilige“ Talāq-Scheidung seitens des Mannes, sowie zur finanziellen Absicherung der Frau, etwa im Scheidungsfall.
Es gibt nach islamischem Recht, also gemäß der islamischen Staatlichkeit, zwei Formen von al-mahr:
- al-mahr al-mu'addschal (arabisch المهر مؤجل, DMG al-mahr al-muʾaǧǧal ‚Brautgabe später oder latent‘): Diese Gabe (Grundstück, Schmuck) muss der Ehefrau bei Scheidung oder Tod des Ehegatten übergeben werden.
- al-mahr al-muʿaddschal (arabisch المهر معجل, DMG al-mahr al-muʿaǧǧal ‚Brautgabe sofort oder jederzeit‘): Diese Gabe (Ware, Eigentum) muss der Ehefrau bei der Heirat oder jederzeit danach übergeben werden, die Ehefrau kann sie jederzeit verlangen. Diese Form von Mahr wird auch als Mahr e Moqadam bezeichnet. Hier geht es um eine Art Unterhalt und Vorsorge.

Was die Kultur und Tradition der ca. sieben Hochzeitsfeierlichkeiten bzw. Zeremonien anbelangen, wird Mitgift in arabischen-islamischen aber auch im indo-iranisch-islamischen Kulturkreisen, einschließlich aller Länder Zentralasiens und Nordindiens (seit 1947 auch Pakistan) als Dschihāz al-ʿArūs (arabisch جهاز العروس ‚Mitgift der Braut‘) bezeichnet. Verschiedenartige Geschenke erhält die Braut vom Hause der Eltern und zwar am Morgen der ersten Hochzeitsnacht bzw. Henna-Nacht. Diese „Morgengabe“ ist eine Art Aussteuer im Sinne der deutschen Kultur. Im iranischen Kulturkreis wird Jehaz als Jaziya oder Mehriya bezeichnet. Die Braut wird Aross und der Bräutigam Damad oder Shah bezeichnet.
Schir Baha (persisch für „Preis der Milch“, vielleicht „Preis des Stillens“), Toijana (Paschto) und Walwar (Paschto) sind Bezeichnungen für Gaben, die vom Bräutigam dem Vater der Braut ausgehändigt werden. Solche Geldbeträge sind nach islamischem Recht verboten. Diese Ausgaben werden zu Recht in Europa und von Frauen etwa in Afghanistan als Kaufpreis, Brautpreis, Brautgeld benutzt. Mahr ist eher mit der Versorgung, Vorsorge, Rente oder Ehevertrag vergleichbar. In den islamischen Länder, die über Systeme der Sozialversicherung verfügen, sind beide Formen von Mahr mehr symbolisch zu betrachtet, diese Festsetzung gehört zum Skript der Hochzeitszeremonie und oft mit drei Goldstücken oder entsprechend nach drei Dinar aus der Zeit der Anfänge der islamischen Religion festgesetzt. Es ist anzumerken, dass in diversen Kulturen, vor allem nicht-arabischen islamischen Ländern, die Brautgabe nicht von der Familie des Bräutigams, sondern von der Brautfamilie getragen wird.
Die bekannten deutschen Übersetzer des Korans wie Friedrich Rückert und Joseph von Hammer-Purgstall haben al-Mahr ins Deutsche vor allem als Brautgabe, Morgengabe oder Mitgift übertragen. Tatsächlich wird Mahr vor der Neka (islamische Trauung in der Regel am Nachmittag vor Henna-Nacht) von dem Anwalt der Braut mit dem Vater oder Onkel des Bräutigams festgesetzt. Ein Teil des Geldes (Eigentum, Grundstück, aber auch Gold) kann die Braut jederzeit verlangen, das andere Teil nur bei der Scheidung oder bei Ableben des Gattens.
Der Islam gewährt der muslimischen Frau das Recht, von ihrem zukünftigen Ehemann diese Brautgabe zu verlangen, ihre Höhe kann sie selber festlegen und frei über die Zuwendung verfügen (Koran 4:4):

„Und gebt den Frauen ihre Morgengabe als Geschenk (so daß sie frei darüber verfügen können)! Wenn sie euch aber freiwillig etwas davon überlassen, könnt ihr es unbedenklich (für euch selber) verbrauchen.“

Dabei soll die Frau sich an der finanziellen Situation des Mannes orientieren. Selbst bei einer Scheidung hat der Ehemann kein Recht, die Brautgabe zurückzufordern (Koran 2:229):

„Die Entlassung (mit dem Recht, die Frau zurückzunehmen) ist zweimal (erlaubt). Dann (sind die Frauen entweder) in rechtlicher Weise (zu) behalten oder auf ordentliche Weise frei(zu)geben. Und es ist euch (im letzteren Fall) nicht erlaubt, etwas von dem, was ihr ihnen (vorher als Morgengabe) gegeben habt, (wieder an euch) zu nehmen, - außer wenn die beiden fürchten, daß sie (hinsichtlich der Ehegemeinschaft) die Gebote Allahs nicht einhalten werden. Wenn aber zu befürchten ist, daß die beiden (im Fall der Aufrechterhaltung der Ehegemeinschaft) die Gebote Allahs nicht einhalten werden, ist es für sie keine Sünde, wenn die Frau sich mit einem gewissen Betrag loskauft. Das sind die Gebote Allahs. Übertretet sie nicht! Diejenigen, die sie übertreten, sind die (wahren) Frevler.“